# TBSビデオ問題
TBSビデオ問題（TBSビデオもんだい）は、1989年（平成元年）10月26日、東京放送（現在のTBS）のワイドショー番組『3時にあいましょう』の制作スタッフがオウム真理教の幹部に対して弁護士の坂本堤がオウム真理教を批判するインタビュー映像を放送前に見せたことで、9日後の11月4日に起きた坂本弁護士一家殺害事件の発端となったマスコミ不祥事・報道被害である。
事件はオウム真理教への強制捜査（1995年3月22日）が行われたのちの一連のオウム真理教事件の捜査の途上で浮上し、当初は否定していたTBSが1996年3月になってから認めたもので、TBSビデオ事件（TBSビデオじけん）とも呼ばれる。

## 概要
TBSは、1989年（平成元年）10月に当時すでにサンデー毎日『オウム真理教の狂気』特集などで批判されていたオウム真理教の取材映像を放送予定であったが、反オウムの弁護士坂本堤のインタビュー映像が合わせて放送されることを知ったオウム真理教は、坂本のインタビュービデオ（以下ビデオ）を見せるようTBSに要求し、オウム真理教幹部の早川紀代秀（坂本弁護士事件実行犯の1人）らがTBS内でこのビデオを視聴した。その後、麻原彰晃は坂本堤の殺害を指示、11月4日に坂本弁護士一家殺害事件が発生。
事件後に早速オウム真理教の関与が疑われたものの、オウム真理教に対し特に目立った捜査も無く、坂本弁護士事件は（1995年まで）迷宮入りとなった。この時、TBSの担当者は事件直前にオウム真理教の幹部がビデオを見に来たことを公表しなかったため、もし公表していれば捜査に影響を与えたのでは、そもそも何故ビデオを見せたのか、殺害決行のきっかけになったのではないか、などと批判された。

## 経過
| 月日     | 事柄 |
| -------- | --- |
| 10月26日 | 午前、坂本弁護士、牧太郎、永岡弘行のインタビュー収録                                                                          |
| 10月26日 | 昼、別の取材班が麻原彰晃（本名・松本智津夫）による「水中クンバカ」の実演を取材 オウム真理教は麻原の取材ビデオを見せるよう要求 |
| 10月26日 | 深夜、早川紀代秀、上祐史浩、青山吉伸がTBS千代田分室を訪問 オウム真理教は坂本弁護士らの取材ビデオを見せるよう要求              |
| 10月31日 | 早川、上祐、青山が、横浜法律事務所を訪問。坂本弁護士から教団を告訴する意向が示される。                                        |
| 11月4日  | オウム真理教、坂本弁護士一家を殺害                                                                                            |

### インタビューとビデオ視聴
1989年（平成元年）10月26日、オウム真理教について翌27日の放送で取り上げることを企画していた『3時にあいましょう』は、10月26日午前中にオウム真理教批判の急先鋒であった坂本弁護士、牧太郎、永岡弘行のインタビューを収録。昼、曜日担当プロデューサー（武市功）率いる取材班（社会情報局）は、オウム真理教富士山道場にて報道局社会部と合同で麻原彰晃（本名：松本智津夫）による「水中クンバカ」の実演を取材。
TBS報道局記者の西野哲史によるインタビュー終了後、「3時にあいましょう」取材班の麻原インタビューが開始するも紛糾、オウム関係者が「そんな取材でどんな放送をするつもりなのか」と迫った。「麻原の実演の様子と被害者の会や坂本弁護士のインタビューを、バランスをとった形で放送する」ことを金曜日担当プロデューサー（武市功）がオウム側に明らかにすると、ビデオの確認を求めたオウム側と押し問答となった。結果として曜日担当プロデューサーがオウム真理教に対して事前にビデオを見せることを認め、その場の事態を収拾した。
10月26日の深夜、オウム真理教の幹部、早川紀代秀、上祐史浩、青山吉伸らがTBSを訪れた。まず曜日担当プロデューサーが応対し、暫くして総合プロデューサー（多良寛則）が同席した。ここでオウム「被害者の会」に関係する坂本弁護士らのインタビューが収録されているビデオについて、オウム側が執拗に見たいと要求した。
総合プロデューサーは、部下にオウム側がインタビューに応じるならば、坂本弁護士のインタビューを収録した当該ビデオを3人に見せてもいいと交渉。坂本弁護士のインタビューを収録・管理している制作会社・TBSビジョン（TBS‐Ⅴ、旧TBS映画社、現在のTBSスパークル）の担当ディレクターと当夜に居合わせた編集マンに坂本テープの間詰め編集をするよう指示し、編集後にその坂本弁護士のインタビューテープをオウム側が視聴した。早川はこのときのことをメモにとっている（早川メモ）。結局、TBS側スタッフはインタビューを放送しないことを承諾・約束し、オウム真理教幹部はその場を後にする。
10月31日に早川、上祐、青山ら3人は、坂本弁護士が所属する横浜法律事務所を訪れたが、坂本弁護士からは教団を告訴する旨を告げられたため交渉は決裂。4日後の11月4日、坂本弁護士一家殺害事件（当時は「失踪事件」）が発生する。

### 捜査と日テレのスクープ、問題の否定
1995年（平成7年）3月20日、死亡者13名、負傷者約6300名余りの被害者を出した地下鉄サリン事件が発生。その後の捜査でオウム真理教によるテロと判明し、同教団への立ち入り捜査が行われた。オウム真理教の幹部であった早川は、4月19日のTBS「筑紫哲也ニュース23」取材後に逮捕され、後に坂本弁護士一家殺害事件など計7事件で起訴される。
坂本の事件発生から6年弱となる9月5日、後述の早川の供述を知った神奈川県警察が「坂本弁護士へのインタビューの事で、オウム真理教とやり取りがあったらしいので、その経緯を知りたい」とTBSへ捜査協力を求めたことから、TBS側も事態を把握した。その後、9月中に東京地方検察庁（東京地検）もTBS関係者からの事情聴取を行う。だが、その時点ではTBS側はさほど重大な問題だとは認識せず、TBSが社内調査委員会を設置したのは、事情聴取から1か月後の10月9日になってからだった。
10月12日にTBSは、東京地検の要請に応じて坂本弁護士のインタビュービデオテープを任意提出した。その直後に多良と武市は東京地検から早川が書き記したとされる坂本弁護士のインタビュー内容のメモ（早川メモ）の一部を見せられオウム幹部にインタビュービデオを見せた事を認めるよう迫られたが、その時見せられた早川メモは原本（もしくは原本のコピー）ではなくワープロ打ちしたものであったため2人とも回答を保留した。そして10月18日に牧太郎と永岡弘行のインタビュービデオテープ押収のため、TBSは東京地検から家宅捜索を受けた。この時点でTBS幹部は「牧・永岡両名の同インタビュービデオテープは、使い回しのため既に消去した」と東京地検に伝えていたが、二転三転するTBS側の証言に、東京地検が強い不信感を抱いていた故の捜索であった。
10月19日、日本テレビが昼のニュース番組「NNN昼のニュース」で、「早川被告が“（事件の前に）TBSで坂本弁護士のインタビュービデオを見て、その内容を麻原代表に報告した”と供述している」と報道。これにより、TBS社内でも極秘とされてきた坂本弁護士のインタビュービデオをオウム幹部に見せた一連の疑惑が初めて世間に知られる事となった。
この報道を知ったTBSは、即座に日本テレビに「事実無根だ」と抗議するとともに、10月19日18時からの「ニュースの森」でキャスターの杉尾秀哉が「TBSが教団の幹部に取材テープを見せたかのようなニュースを（日本テレビは）放送しました。しかし社内の調査では、テープを見せた事実はありません」と伝えた。
しかし日本テレビは、TBSから否定声明や抗議を受けても一貫して報道姿勢を変えず、午後の「ザ・ワイド」や夕方の「ニュースプラス1」、深夜の「きょうの出来事」でも早川の同供述を報道した。日本テレビ報道局社会部長（当時）の北澤和基は「NNN昼のニュース」放送後、すぐにTBSの複数の局長から抗議の電話があった事を明かしており、「事実を知っているのでしたら全てを報道すればいいんですけど、事実がよく分からないのだったら本来報道はできないはずですよ。それが筋違いの否定と抗議だけと、これはもう一方的な社告であり報道ではありませんよね。もうTBSさん一体どうなっちゃったんだろう？って本当に思いましたよ。」と述べている。後日、TBSは総務局長名義で日本テレビ宛に抗議文書も送付した。
1996年（平成8年）3月11日、TBSは坂本弁護士のインタビュービデオを見せた事実はなかったという「社内調査概要」を発表。3月12日に早川被告の公判において、TBSのプロデューサーおよび早川の供述調書の要旨告知（事件の核心となる早川メモが公表される）。これを受けて、横浜法律事務所はTBSに対して公開質問状を送付。TBSは会見で改めて否定し、3月19日に横浜法律事務所に、坂本弁護士のインタビュービデオを見せた事実はなかったという趣旨の回答書を提出した。
3月19日にTBSの大川光行常務は、衆議院法務委員会に参考人招致され、社内調査概要に従って、以下の様に証言した。

### 問題の解明と謝罪
1996年（平成8年）3月23日に「早川メモ」の全容（原本の存在）が明らかとなり、その内容が坂本弁護士のインタビュー内容に合致していたことから、TBSがインタビュービデオを見せたことは否定できなくなる。3月24日に武市が見せた事実を認めたため、3月25日にTBSの磯崎洋三社長が坂本弁護士のインタビュービデオをオウム真理教の早川たちに見せたことを認める内容の緊急記者会見を行う。同時に、武市の懲戒解雇処分を発表。3月28日にTBS前常務の大川は衆議院法務委員会で、3月19日の発言とは異なる内容を述べて陳謝した。
4月2日・4月3日に磯崎社長らが衆議院逓信委員会に参考人招致された。
4月30日、TBSは坂本弁護士のインタビューテープ問題についての社内調査概要などを発表。19時から19時20分まで磯崎社長の出演による特別番組「視聴者の皆様へ」、19時20分から22時54分まで杉尾秀哉、柴田秀一、池田裕行の司会進行による社内検証番組「ビデオ問題検証特番『証言・坂本弁護士テープ問題から6年半』」を放映。4月30日付で郵政省に最終報告書を提出し、多良の懲戒解雇と磯崎社長ら三役の辞任を発表し、翌5月1日より磯崎の後任として取締役（いわゆるヒラ取）の砂原幸雄が新社長に就任した。
5月20日に23時50分から5分間の特別番組「視聴者の皆様へ」で砂原社長より経過報告と今後の対策および謝罪放送を行い、不祥事による自粛措置として5月24日までの5日間、午前0時以降の深夜放送を取りやめた。5月24日にTBSは横浜法律事務所に公開質問状に対する再回答書提出。3月19日の回答書を全面的に撤回し、坂本弁護士インタビュービデオをオウム真理教の幹部に見せたことを認めるとともに、坂本弁護士一家の遺族と横浜法律事務所などに陳謝した。
5月30日に衆議院逓信委員会で砂原は「スーパーワイド」の終了、情報系番組の見直しを言及し、5月31日に問題の発端となった『3時にあいましょう』の後継番組「スーパーワイド」と「フレッシュ!」の放送を終了、その後「モーニングEye」の放送も1996年9月末をもって終了し、社会情報局も廃止されてワイドショーの番組制作から撤退。2005年の「きょう発プラス!」開始までワイドショーと謳った番組は制作されなかった。なお、当時社会情報局制作だった「サンデーモーニング」や「ブロードキャスター」など、一部の番組は報道局に制作が引き継がれている。また、社会情報局はこれら以外にも「アッコにおまかせ!」「噂の!東京マガジン」「そこが知りたい」や「ウェディングベル」などワイドショーではない一部の番組も担当していたが、これも解体に伴い制作局など別部署に移行した。
12月18日にTBS「放送のこれからを考える会」（座長：堀田力弁護士）が、報道現場における「個の確立」を求める提言を行った。

## TBS批判とその過熱

### 報道倫理の逸脱
1989年10月26日にTBSビデオ問題が発生、同月31日にオウム真理教の幹部が坂本を訪問、11月4日から坂本弁護士一家が所在不明、同月15日から公開捜査となるが、TBSは公開捜査に際してこの26日の件を警察に通報しなかった。さらにTBS側スタッフがオウム真理教の幹部にビデオを見せたことは、情報源の秘匿というジャーナリズムの原則に反し、報道倫理を大きく逸脱するものとして批判された。
また、TBSがビデオをオウム真理教の幹部に見せたことで坂本弁護士が殺害されたという非難もあり、TBS以外の報道機関や世論もこれを認め、TBSを批判して責任を追及した。さらには、TBSはオウム真理教幹部らの公判において当事者の供述やメモが明らかになったことを受け事実を認めるまでの5か月以上にわたり、「内部調査」を根拠に疑惑を否定し続けていた。この間の調査の不透明さから、TBSは事実を把握しているのにも関わらず意図的に隠しているのではないかと疑われた。こうした杜撰な対応による危機管理の失敗も、TBS批判をさらに加速させる要因となった。
なお、当時TBSは坂本弁護士の遺族に対しても不誠実な対応をしていた。坂本弁護士の妻・都子の父、大山友之の著書から引用する。

### 内部調査の破綻
当初、調査委員会設置時には報道局を中心とした善後策がまとめられていたが、1995年（平成7年）10月19日の日本テレビの疑惑報道で事態は一変する。一連の経緯を把握していなかった一部経営幹部が、日本テレビへの抗議を指示。幹部らの独断に近い形で「ニュースの森」内での抗議声明の放送が決定してしまう。この抗議声明の放映により、TBSは疑惑を否定せざるを得ない状況に追い詰められてしまった。調査委員会はその後経営幹部中心となるが、調査は該当プロデューサーらからの聞き取りのみで、その発言を鵜のみにした「結論ありき」のものだった。さらに、スタッフの中にはTBSの内部調査と検察の事情聴取で異なった証言をした者もおり、TBSの調査委員会はこのことも把握できていなかった。一連の経緯からビデオ問題は、ジャーナリズムや報道機関への信頼を大きく揺るがす非常に重大な事件となった。

### 「TBSは死んだ」
1996年（平成8年）3月25日、TBSは一転してビデオテープを見せたことを認めて謝罪する事態に至った。夜の放送「筑紫哲也ニュース23」の番組コーナー『多事争論』で、筑紫哲也は次のように語った。
坂本弁護士事件実行犯の公判後、TBSが一転してビデオをオウム信者に見せたと認めたことも、世論のTBS不信を高まらせた。1996年（平成8年）4月30日のTBS特別番組「視聴者の皆様へ」では、当初オウム真理教の幹部へビデオを公開した事実はないとしながらも、後にこれを正反対の結論へ転じたことは、視聴者・国民の皆様の信頼を裏切ったとして、冒頭で社長自ら謝罪の言葉を述べている。

### 相次ぐ批判や波紋
1996年（平成8年）3月29日放送の『多事争論』では、視聴者からTBSに寄せられた3千件の意見や疑問点の一部を紹介した。最も多かったのは「なぜビデオを見せたのか」「坂本弁護士一家が居なくなった時、なぜ警察、横浜弁護士事務所に連絡しなかったのか」という疑問点であったという。
また、問題発覚後のTBSの対応や社内調査に対する批判として、「TBSはこの期に及んでも、まだ『本社のずさんな調査』などと言っている。『本社のウソ』というべき」「今回の対応はチッソやミドリ十字、厚生省や大蔵省など官僚たちと変わりなく、決して彼らを批判できる立場にはない」などの意見が紹介された。
さらに、TBSの今後の責任の取り方、信頼回復の方法については、「最低でも、一週間ぐらいの放送停止は当然だと思います」「マスコミとして、国民にわかる調査をし、社長はもとより役員は総辞職をして責任をとって欲しい」などの要望が寄せられた。
一方で、世論のTBS批判や「TBSがビデオをオウム幹部に見せたことで坂本が殺害された」という非難に対しては「坂本はそれ以前にラジオに出演し、麻原と電話での討論を行っており『TBSが見せたテープの内容が殺害の直接の動機となったのではないか』との報道は妥当性を欠いている」との反論や「TBSバッシングに興じることで（報道倫理としての）問題の本質を見逃してしまう」とする異論があった。また、取材テープを取材対象者からの要請で見せる行為は当時多くの放送局で行われていた事に加え、ビデオを見せたのは一連のテロ事件が起きる前であり、この時点でオウム真理教により坂本弁護士及びその関係者が殺害されるという事態はメディアの側からしても想定不可能であった事から、結局この事件は「たまたまTBSで起きただけで、どこの放送局でも起き得た事件ではなかったのか？」という非難もなされており、多良・武市両プロデューサーの取材ビデオを見せた行為も個人情報保護法がなかった当時は違法行為ではなかった為、彼らへの懲戒解雇処分も不当解雇ではないのかとの批判もある。
更にこれらの批判が行き過ぎ、批判の対象が殺害実行犯のオウム真理教からTBSに移ってしまったことで、一連のオウム事件そのものの真相究明がおろそかになったとの意見もある。当時テレビマンだった森達也は、この事件でこれまでキラーコンテンツだったオウム報道が一転して取扱い注意になり、マスコミはTBSの二の舞いを恐れ、オウム幹部インタビューそのものを自粛するなどして萎縮していったと見ている。

## 事件後

### ワイドショーの終了と深夜放送の自粛
当問題は、ワイドショーの制作現場で発生したことに鑑み、TBSはワイドショー「スーパーワイド」を5月31日で、「モーニングEye」を9月27日で終了させた。また、1996年5月20日 - 5月24日は、予定していた午前0時以後の深夜放送の番組を休止とし、「筑紫哲也ニュース23」も23時50分まで（5月24日金曜日のみ0時20分まで）の第1部のみで打ち切りとした。第2部をネットしている地区については「ドキュメントDD」など、TBSからの裏送り番組を放送したり、臨時に遅れネット番組や再放送や自社制作番組などの自主編成を組むなどの対応となった。

### 判決文内での記述
大きな騒動となったが、麻原裁判においては判決文にわずかに書かれているのみに留まり、影響等については言及されていない。

### 「ワイドショー」の復活
TBSビデオ問題発覚から1996年以降、TBSは「ワイドショー」の単語を避けてきたが、2015年春にスタートの「ビビット」（放送開始時のタイトルは「白熱ライブ ビビット」、2019年9月終了）で「ワイドショー」の単語が復活した。

## 関連番組
- 『視聴者の皆様へ』TBS、1996年4月30日。 19時 - 19時20分放映。TBS・磯崎社長（当時）による特別番組。
- 『証言・坂本弁護士テープ問題から6年半―ビデオ問題検証特番』TBS、1996年4月30日。 19時20分 - 22時54分放映。TBS社内検証番組。司会者ならびに進行はTBSのニュースキャスター（当時）である杉尾秀哉・柴田秀一・池田裕行。
- 『視聴者の皆様へ』TBS、1996年5月20日。23時50分 - 23時55分放映。TBS・砂原社長（当時）による特別番組[注釈 13]。